# Võru Kärnjärv
Kärnjärv är en sjö i sydöstra Estland. Den ligger i Lasva kommun i landskapet Võrumaa, 220 km sydost om huvudstaden Tallinn. Den kallas även Pindi Kärnjärv eller Võru Kärnjärv för att skilja den ifrån en sjö med samma namn i Otepää kommun i Valgamaa. 
Võru Kärnjärv ligger 68 meter över havet. Arean är åtta hektar. Den är förhållandevis djup, största djupet är 26 meter. Den avvattnas av en liten å som rinner ut i Estlands största flod, Võhandu jõgi.  